# Мале місто
Мале місто (містечко) — поселення, яке більше, ніж сільський населений пункт, але менше, ніж велике місто. Розмір і визначення того, що становить собою мале місто, істотно відмінні в різних частинах світу.

## Походження і використання
В деяких випадках, містечко — це інша назва для міста або населеного пункту (особливо великого села або селища). В цілому, сьогодні малі міста можуть бути диференційовані від селищ, сіл або хуторів виходячи з їх економічного характеру, тим, що більшість населення малого міста, як правило, отримує дохід від виробничої промисловості, торгівлі та громадських послуг, а не галузей первинного сектора економіки, таких як сільське господарство і пов'язана з цим діяльність.
Чисельність населення —  ненадійний маркер міського характеру поселення. У багатьох районах світу, як в Індії, принаймні до недавнього часу, велике село може бути населене в декілька разів більшою кількістю людей, ніж мале місто. У Сполученому Королівстві, є історичні міста зі статусом сіті, які набагато менші, ніж малі міста.
Сучасна тенденція до розповзання передмість і субурбанізації, розвиток міст-супутників і міграції міських жителів у передмістя, які ще більше ускладнили визначення міст, створення співтовариств міст щодо їх економічних і культурних особливостей, але в відсутності інших характеристик міських населених пунктів.
Деякі форми несільських поселень, такі як тимчасові гірські селища, в тому числі міського типу, можуть бути явно не сільськими, але лише сумнівно претендувати на право називатися містом.
Різниця між малим містом і великим містом залежить від підходу: велике місто може бути строго адміністративним утворенням, яке було надано йому згідно із законом, але в неформальній мові, цей термін також використовується для позначення міській місцевості певного розміру або важливості: в той час як великий середньовічний місто, можливо, населяли всього 10 000 жителів, сьогодні до великих міст відносять міста з населенням понад 100000 жителів.